# Le Notaire de Trois-Pistoles
Pour plus de détails, voir Fiche technique et Distribution.
Le Notaire de Trois-Pistoles est un court métrage réalisé par Georges Rouquier, sorti en 1959.

## Synopsis

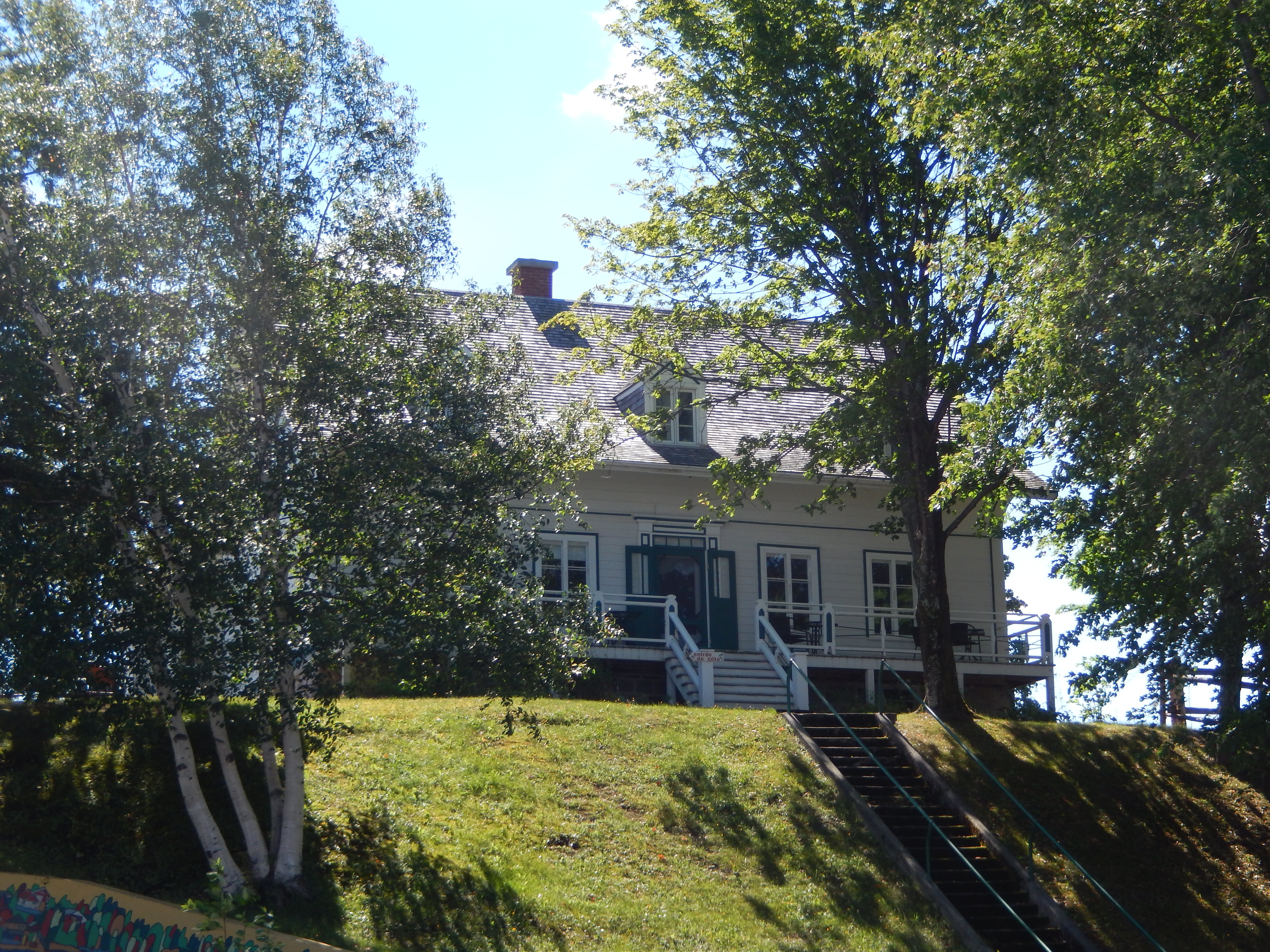
La Maison du notaire à Trois-Pistoles. Elle est la demeure de Joseph-Hervé Rousseau, principal sujet du film.

Hervé Rousseau raconte l'histoire de Trois-Pistoles où les gens vivent vieux parce qu'ils prennent le temps de vivre.

## Fiche technique
- Titre : Le Notaire de Trois-Pistoles
- Réalisation : Georges Rouquier
- Assistant-réalisateur : Raymond Garceau
- Directeur de la photographie : Georges Dufaux
- Pays d'origine : Canada
- Durée : 21 minutes